# Faissal Ebnoutalib
Faissal Ebnoutalib (n. 20 noiembrie 1970, Nador, Maroc) este un taekwondist ce a reprezentat Germania, medaliat olimpic. A participat la o ediție a Jocurilor Olimpice (2000) în care a câștigat o medalie de argint.

## Participări
Lista de mai jos prezintă principalele competiții la care a participat Faissal Ebnoutalib de-a lungul carierei.
- taekwondo at the 2000 Summer Olympics – men's 80 kg[*]